# Боли-Сарай
Боли Сарай — місто, столиця Малої Ногайської Орди від періоду його заснування Аділь Ґерам 1577 аж до останнього згадування в письмових джерелах 1600 році.

## Назва
Походження слова тлумачиться так: "В основі першої частини ойконіма, певно, лежить кримськотатрський апелятив балі — «медовий» (бал — «мед»). Зараз вже важко встановити причини такої номінації — прагнення до красивого імені (топонімічне «вітійство») або ж відображення виробничих занять його жителів (бджільництва або збору локриці, якою у давнину було багате на узбережжі Азовського моря).
За іншою теорією вважається, що ця тюркська назва — наслідок народно-етімологічного перетворення давньої індоарійської форми *pari sara — «обтікання, обхід»

## Історія
Син кримського хана Аділь Ґерай заснував 1577 р місто Боли-Сарай.
В 1577 році козаки здійснили вдалий напад на місто Боли-Сарай, що розташовувалося у Північному Приазов'ї, на косі, що на захід від гирла річки Кальміус.
Восени 1584 після придушення повстання Сеадет вцілілі прихильники Сеадет втекли через Північне Приазов'я за Дон. Втікачів переслідував кримський калга Алп Ґерай. Він зайняв і дещо пізніше спалив центр дівеївців Балі-Сарай.
В інших джерелах говориться, що в 1584 Боли-Сарай був зруйнований козаками.
У квітні 1588 у Північне Приазов'я прийшло безліч втікачів з волзьких ногайців. 16 тисяч осіб (тільки воїни, без дружин і дітей) розташувалися між Молочними Водами і Азовом. Вони хотіли «татарському [султану] бити чолом, щоб татарський віддав, велів нам бути в своєму маєтку, дав би нам Балисарай да царевича». Але у них нічого не вийшло. Вже в травні в ханство повернулися «за амністією» вцілілі Ґераї-вигнанці, а разом з ними і Араслан Дівеєв. По дорозі до Криму вони відразу зайняли і Балисарай.
Останнє відоме на сьогодні повідомлення про Бали-Сарай відноситься до липня 1600. У листі запорожців Яну Замойському описуються «новини землі Татарської». Серед іншого там повідомляється наступне: «А ще до нас дійшли відомості від полонених, що Цар Кримський пошле мурзу свого Ногайського Сабаш-мурзу, який, нібито, має від нього наказ заселити Осламгородки та Очаків, а також робити замок біля Балисарая».
Але чи добрався Сабаш-мурза до Маріупольщини і чим закінчилася його спроба — нам також не відомо. Ймовірно, кримськотатарське містечко в межах нинішньої Маріупольщини припинило своє існування не пізніше кінця XVI сторіччя, проіснувавши всього близько 10 — 20 років.

### Столиця санджака Болисар
На підставі книги Евлія Челебі (1611—1680) «Книга подорожей», можна припускати що після руйнування місто відновили і воно продовжило своє існування вже як турецька фортеця. Також Балисира — назва санджака Кефінського ейялету з центром у фортеці Болисарай. На це вказує деякі фрагмента його книги:
1) «Перерахування лива13 Кефінського ейялет. Всього є 7 начальників лива. По-перше, санджак фортеці Керш, санджак острова Шахи та фортеці Тамань, санджак татський Іля, що знаходиться всередині Азовського моря санджак Балисира. Так як у бея цього лива немає сіл, а він охороняє Азовське море з 20-ма фрегатами, за законом він отримує річне утримання в 10 гаманців з Кефінської митниці.»
2) «а зі сходу — Азовське море. Його звуть також морем Балисира»
3) «Перед фортецею Балисира і фортецями Ченішке і Арабат стали протікати води, а фортеці стояли на землі.»
Також Боли Сарай згадується в 1641 році в III. Глава «Від'їзд із замку Анапа на Азовську війну» Евлія Челебі: Але поселення не згадуються в описі Калміуського шляху з єдиної що збереглася редакції 1627 «Книги Великого Креслення».
Остання згадка про поселення Боли Сарай відноситься до 1672, коли в її бухті розвантажувалися великі кораблі, які через мілководдя Дона не могли підійти до гавані Азова.
На карті Чорного моря Жана Шардена, 1672 на Білосарайській косі є напис (Castellum Turc.) Що означає турецький замок.

## Місцезнаходження
Ґрунтуючись на описах Евлія Челебі виходить що місто Болі Сарай і Болисара це два різних міста, перший імовірно знаходився на території нинішньої Білосарайської коси, а другий знаходився на території Очаківської коси яка знаходитися на південному прибережжі Таганрозької бухти.
- На думку історика А. А. Новосельского Балисарай Аділь Ґерая розташовувався на р. Кальміус.[4]
- Ф. К. Брун у статті, написаній в 1861 р і опублікованій в 1863 р, він стверджував, що Паластра, вельми схожа на Палестру Ж. Шардена і показана на картах 1318—1496 рр. на північному узбережжі Озівського моря, розташовувалася в околицях Маріуполя. Ф. К. Брун посилався на Йосафата Барбаро, який поміщав її в 120 милях від місцевості Бозагачь (Босагац), за розрахунками Ф. К. Бруна, 120 італійських миль на захід від Старочеркаської якраз дають околиці Маріуполя. Ф. К. Брун підкреслював, що на карті Річчі-Цанноні тут же знаходився згодом місто Білосарай, за яким і прилегла коса була названа Білосарайської, і що, за свідченням Тетбу де Маріньї, ця коса відома сучасним італійським і грецьким мореплавцям під назвою Болестра, явно однаковим з Паластрой старих морських карт, «чим і доводиться, що ім'я це не що інше, як понівечене іноземними моряками тубільне назва Білосарайської коси»[18]
- В 1964 р фахівець з топоніміки В. Г. Фоменко вказував, що географічні карти 1562, 1594 і 1633 років. «Відзначають місто Палестру. яка знаходилась у затоці нинішньої Білосарайської бухти», і що «Палестра» по-давньогрецькому означає приватну атлетичну школу, яка могла бути тільки у великому поселенні, та й назва Білосарайської коси означає, що там знаходився населений пункт з великою білокам'яної спорудою («сарай» — палац у більшості тюркських народів). Вчений стверджував що остання згадка про поселення Боли-Сарай відноситься до 1672, коли в її бухті розвантажувалися великі кораблі, які через мілководдя Дона не могли підійти до гавані Азова.[13]

В 1969 р, у Коментарях до польського перекладу Евлії Челебі З. Абрахамович, виходячи зі подібності назв, запропонував два можливих місця, розташування Балисири — ймовірно, Балзімахі (нині Єйськ), за 100 км від Азова, або, можливо, кримський замок над Калміус Боли-Сарай, що згадуються у А. А. Новосельского.
• Донський історик Ісаак Бикадоров, припускав що місто Балисиру знаходився на південному березі Азовського моря на березі Єйського лиману. Саме цей лиман, розташований за 40 верст від Азова, був, по І. Ф. Бикадорова, стоянкою турецького флоту в 1641..